# Vorea Ujko
Vorea Ujko (Domenico Bellizzi, Frasnita, Calàbria, 1918-1989) és un arbëreshë escriptor en albanès.
Era capellà de poble a Frascineto i professor de literatura moderna a Firmo, va morir en un accident de trànsit. Autor de poesies de cert ressò, influïdes per Ieronim de Rada i Zef Serembe.

## Obres
- Zgjimet e gjakut (El despertar de la sang)
- Kosovë (1973)
- Mote moderne (Temps moderns, 1976)
- Ankth (Angoixa, 1978)
- Stinët e mia (Les meves estacions, 1980)
- Këngë arbëreshe (Cants albanesos, 1982)
- Burimi (L'origen, 1985)
- Hapma derën, zonja mëmë (Obre la porta, mare, 1990)